# Moncalvo
Moncalvo és un municipi situat al territori de la província d'Asti, a la regió del Piemont, (Itàlia).
Moncalvo limita amb els municipis d'Alfiano Natta, Castelletto Merli, Cereseto, Grana, Grazzano Badoglio, Ottiglio, Penango i Ponzano Monferrato.

## Galeria

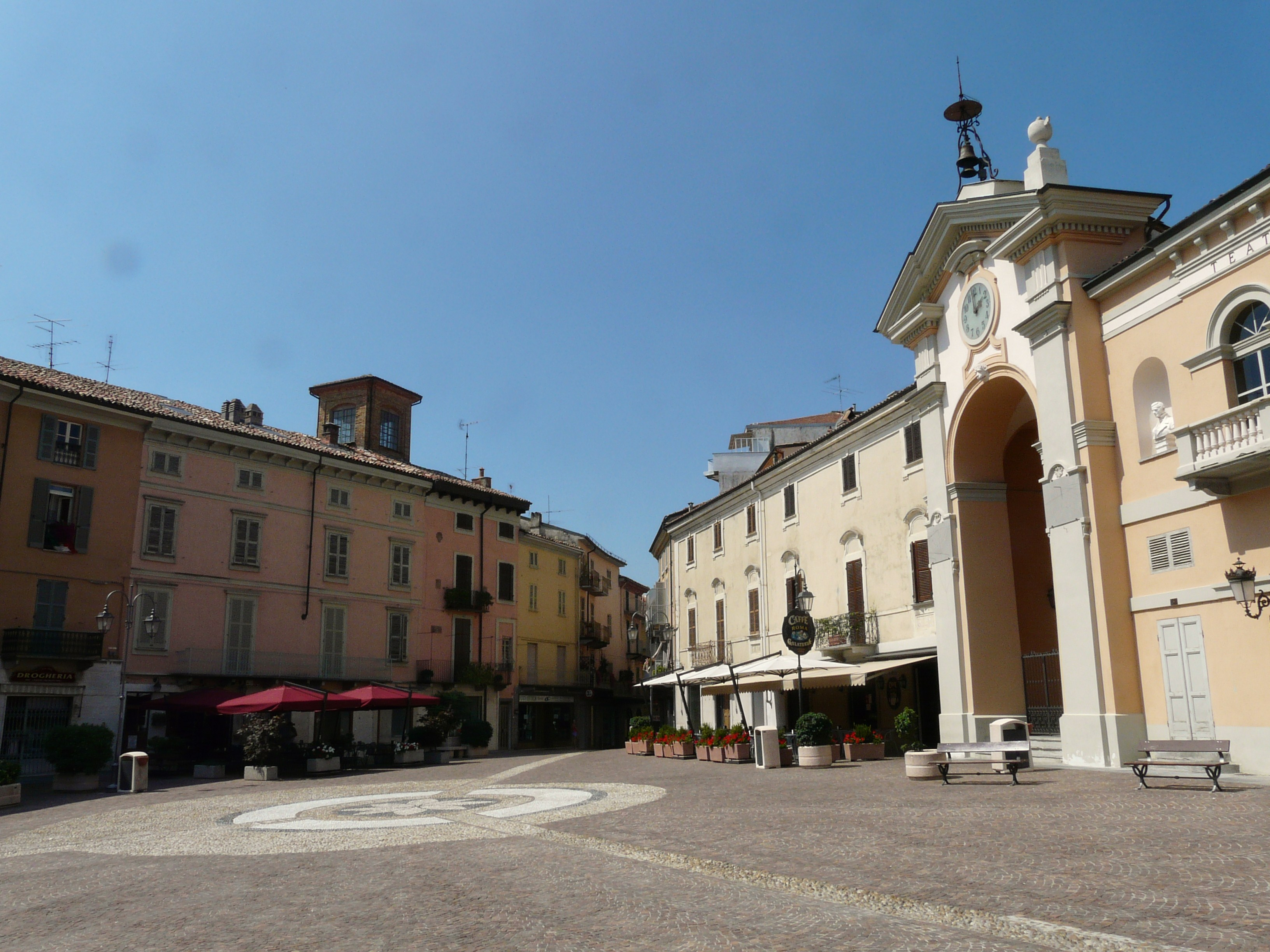
Centre municipi
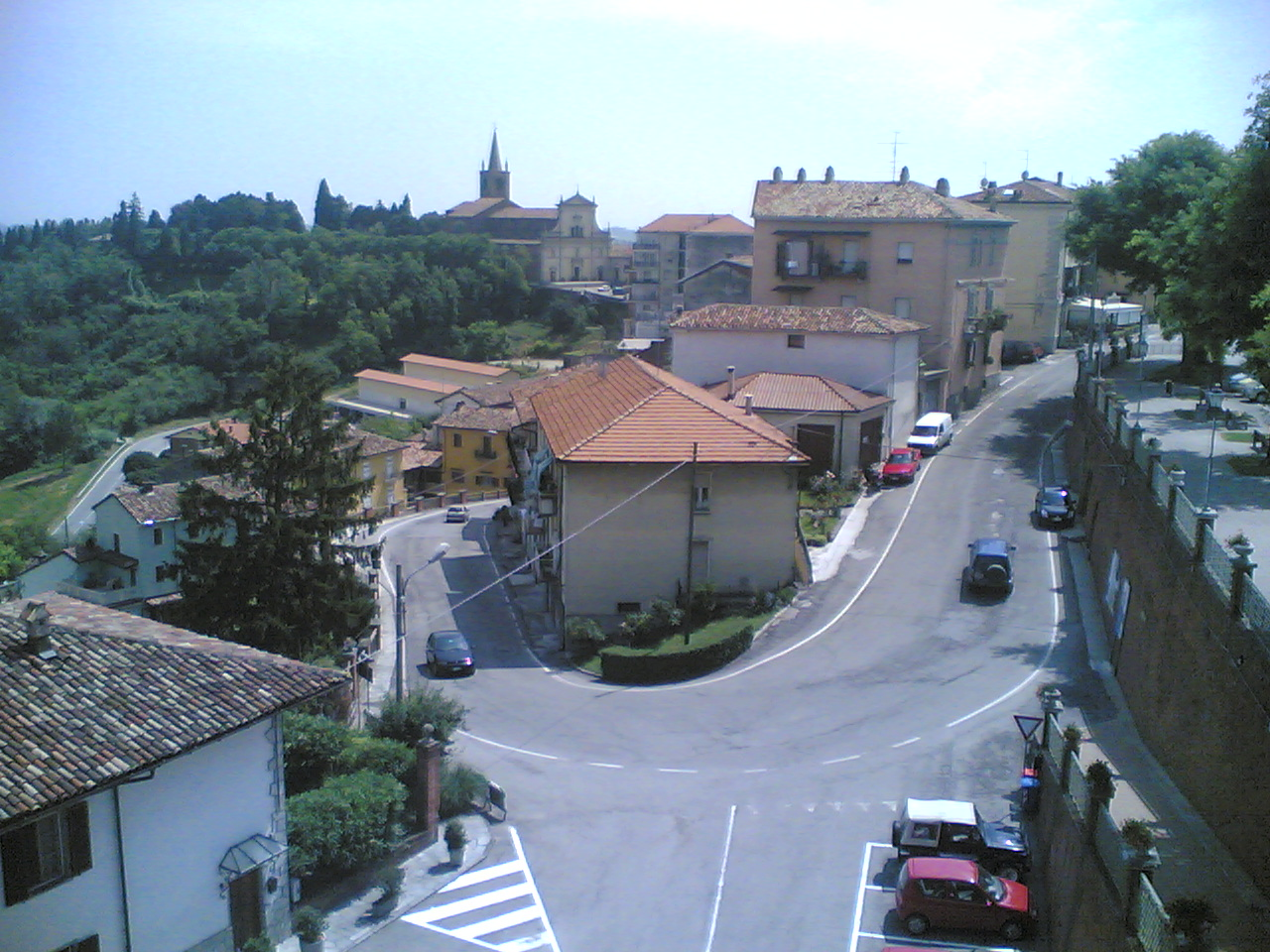
Vista de Moncalvo
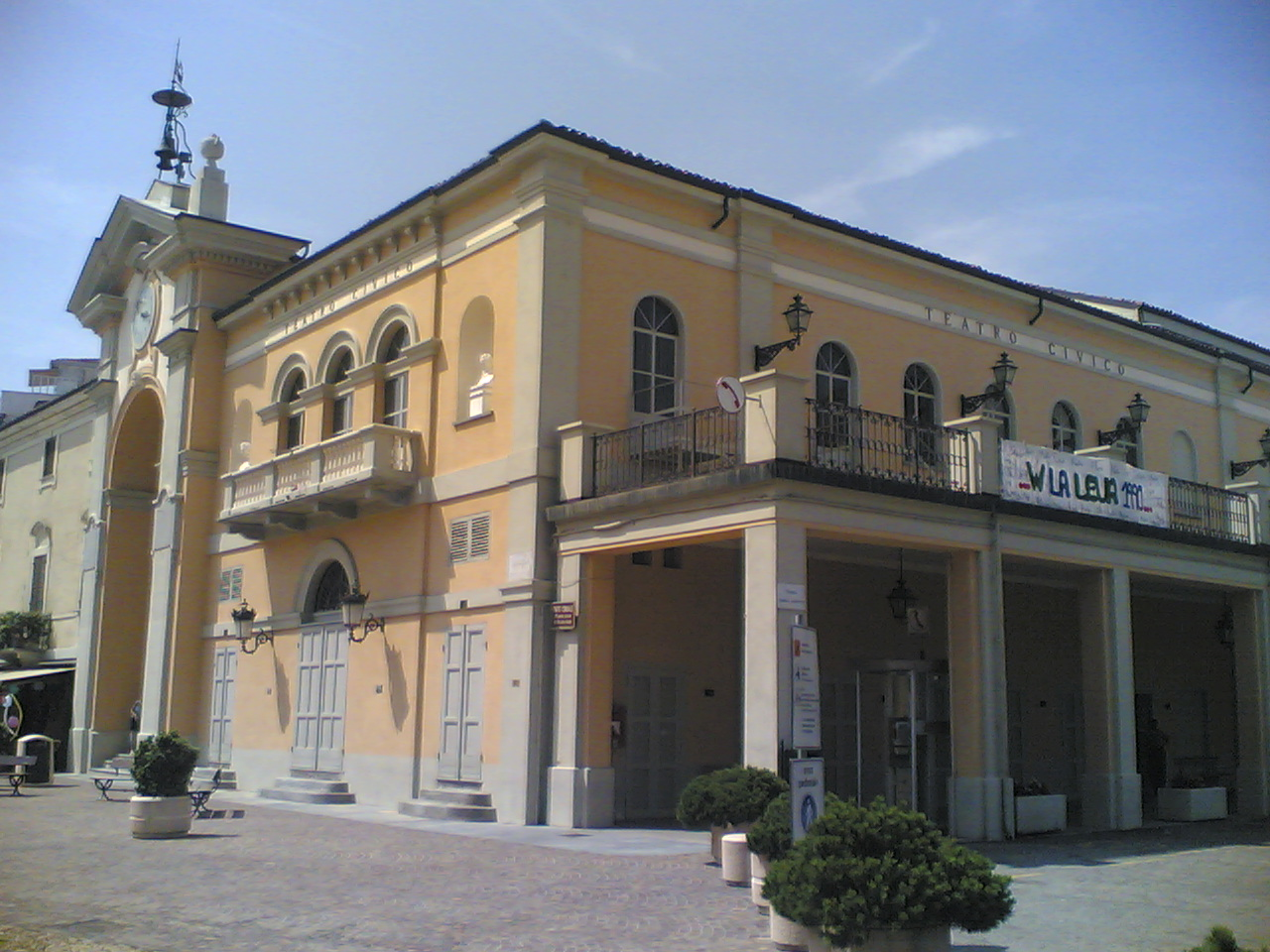
Teatre municipal